# Albatros L.65
L'Albatros L.65 est un prototype d'avion de reconnaissance allemand de l'entre-deux-guerres.

## Origine
Ce biplan à ailes décalées construit en bois avec un revêtement en contreplaqué se caractérisait par de larges mâts d’entreplan et des ailerons de grande envergure occupant uniquement le bord de fuite du plan supérieur. Cet appareil biplace contrevenait aux limitations imposées à l’industrie aéronautique allemande par le Traité de Versailles. Albatros créa donc en 1925 à Memel (Lituanie) une filiale baptisée Allgemeine Flug-Gesellschaft (AGF) pour y construire cet appareil sous la désignation Memel A.F.G.1. 

## Les versions
- Memel A.F.G.1 : Un premier prototype prit l’air en 1925, tracté par un moteur 12 cylindres en W Napier Lion de 450 ch.
- Albatros L.65/II : Un second prototype suivit en 1926 avec un Napier Lion de 565 ch. La Reichswehr fit une évaluation du L 65/II et envisagea en 1929 de le commander pour équiper ses unités de coopération terrestre, aux côtés du Heinkel HD 33 (en). Aucun de ces appareils ne donna réellement satisfaction et aucune commande ne se matérialisa.